# Bahnhof Hiyoshi

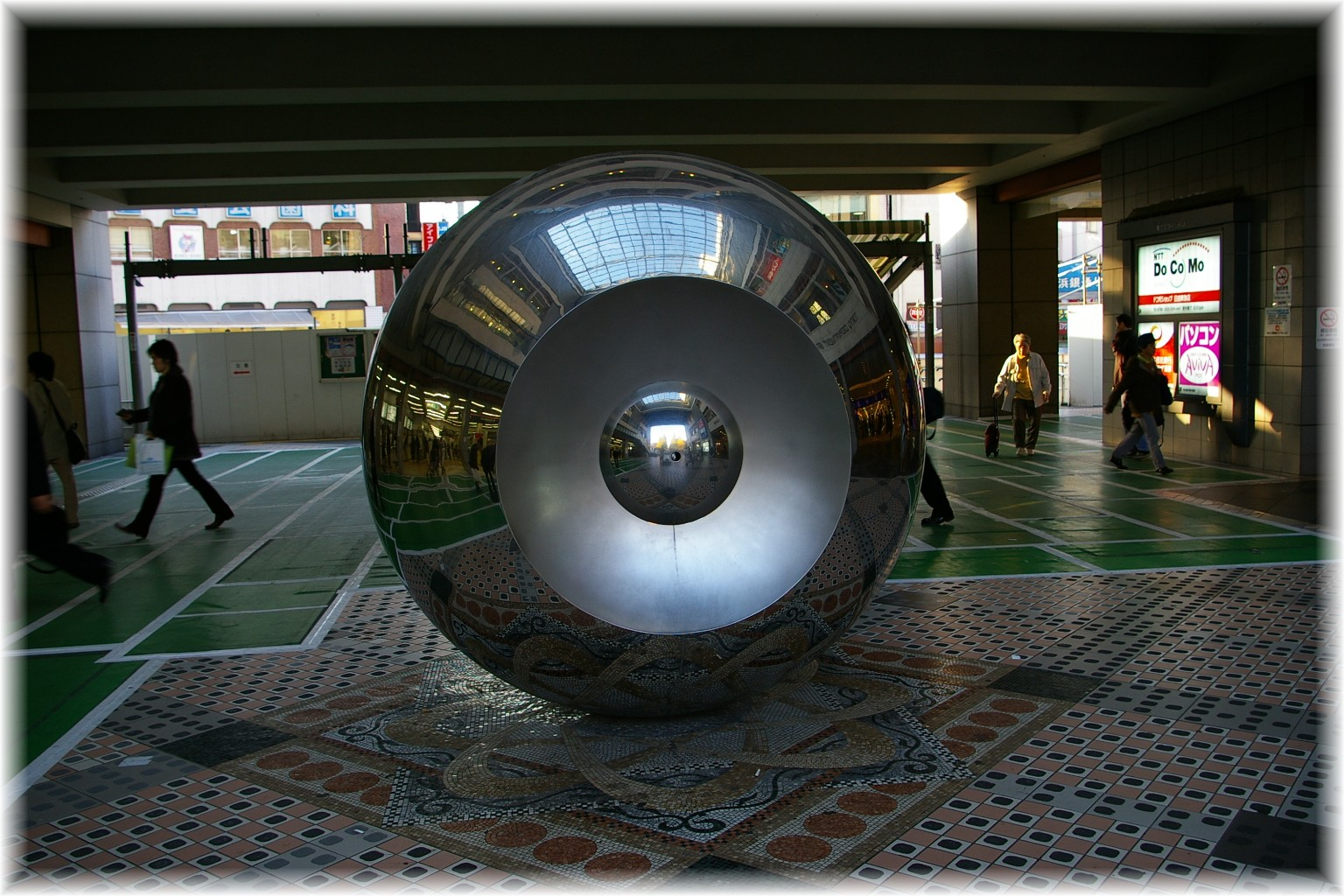
Kunstinstallation

Der Bahnhof Hiyoshi  (jap. 日吉駅, Hiyoshi-eki) befindet sich im Bezirk Kōhoku der japanischen Stadt Yokohama in der Präfektur Kanagawa. Weil es einen Campus der Keiō-Universität in Hiyoshi gibt, findet man rund um den Bahnhof eine Vielzahl von Restaurants für Studenten.

## Geschichte
Der Bahnhof Hiyoshi wurde am 14. Februar 1926 als einer der Bahnhöfe an der Tōkyū Tōyoko-Linie eröffnet. Die Grüne Linie der U-Bahn Yokohama ist seit dem 30. März 2008 mit dem Bahnhof Hiyoshi verbunden.

## Linien
Hiyoshi wird von den folgenden Linien bedient:
- Tōkyū Tōyoko-Linie
- Tōkyū Meguro-Linie
- U-Bahn Yokohama